# Hernando de Soto (economista)
Hernando De Soto (Arequipa, 3 giugno 1941) è un economista peruviano.
È presidente dell'Institute for Liberty and Democracy (ILD), Lima. È stato designato come uno dei cinque più importanti innovatori latino-americani del secolo scorso dalla rivista Time nell'edizione speciale del maggio 1999 su Leaders for the New Millennium.
Nel 2004 gli è stato assegnato dal Cato Institute il Milton Friedman Prize, "per avere dato un contributo significativo all'avanzamento verso la libertà".
De Soto ha conseguito la sua specializzazione post laurea presso l'Institute Universitaire de Hautes Etudes Internationales a Ginevra; ha lavorato come economista per il General Agreement on Tariffs and Trade - GATT, come presidente dell'Executive Committee of the Copper Exporting Countries Organization - CIPEC, come managing director dell'Universal Engineering Corporation.
De Soto è stato consigliere personale del presidente Alberto Fujimori fino alle sue dimissioni due mesi prima dell'autogolpe di Fujimori. Lui e i suoi colleghi dell'ILD sono stati responsabili dell'elaborazione di circa 400 leggi e regolamenti che hanno modernizzato il sistema economico peruviano. Come attività principale, De Soto, insieme con l'ILD, sta elaborando ed implementando programmi di formazione del capitale per i poveri in Asia, America Latina e Medio Oriente.
È stato coinvolto nel Land for Development Programme (LFDP), l'iniziativa promossa dall'UNECE - United Nations Economic Commission for Europe e Tecnoborsa (la Società consortile del sistema camerale per lo sviluppo e la regolazione dell'economia immobiliare), con Giampiero Bambagioni co-project manager, finalizzata allo sviluppo economico e sociale delle Economie in transizione e dei Paesi in via di sviluppo.
De Soto ha pubblicato The Mystery of Capital: Why Capitalism Triumphs in the West and Fails Everywhere Else (Il mistero del capitale. Perché il capitalismo ha trionfato in Occidente, Garzanti, Milano 2001), che è stato anche pubblicato in inglese, spagnolo, olandese, cinese, portoghese e italiano.